# 1992 في لاوس
فيما يلي قوائم الأحداث التي وقعت خلال عام 1992 في لاوس.

## سياسة

### تعيين في المنصب
- 24 نوفمبر – خامتاي سيفاندون General Secretary of the Lao People's Revolutionary Party [الإنجليزية]‏.
- 25 نوفمبر – نوهاك عقيلته رؤساء جمهورية لاوس.

### انتهاء فترة المنصب
- 21 نوفمبر – كايسون فومفيهان رؤساء جمهورية لاوس، General Secretary of the Lao People's Revolutionary Party [الإنجليزية]‏.

## مواليد

### سبتمبر
- 26 سبتمبر – مانولوم فومسوفانه لاعب كرة قدم لاوسي.[1]

## وفيات

### نوفمبر
- 21 نوفمبر – كايسون فومفيهان (مواليد 1920) سياسي لاوسي.[2]